# سام فالنتاين
سام فالنتاين (بالإنجليزية: Sam Valentine)‏ هو لاعب كرة قدم أمريكية أمريكي، ولد في 13 أكتوبر 1934 في بنسيلفانيا في الولايات المتحدة، وتوفي في 13 يناير 1985 في Union Pier, Michigan ‏ في الولايات المتحدة.